# Emmanuel-Félicité de Durfort
Emmanuel-Félicité de Durfort (ur. 19 września 1715 w Paryżu  – zm. 6 września 1789 w Wersalu) – francuski wojskowy i dyplomata.
Brał udział niemal we wszystkich wojnach i kampaniach Ludwika XV; kampanii włoskiej (1733-1734), walkach nad Renem (1735 i 1743), kampanii bawarskiej (1742), flandryjskiej (1744-1745) i niemieckiej (1760-1761).
W latach 1752–1755 de Durfort był ambasadorem Francji w Hiszpanii, po czym w roku 1755 został Marszałkiem Francji.